# Sättersta församling
Sättersta församling var en församling i Strängnäs stift och i Nyköpings kommun i Södermanlands län. Församlingen uppgick 1980 i Lästringe församling vilken 2002 uppgick i Tystbergabygdens församling.

## Administrativ historik
Församlingen har medeltida ursprung.
Församlingen utgjorde till 1550 ett eget pastorat för att därefter till 15 juni 1593 vara moderförsamling i pastoratet Sättersta, Torsåker och Lästringe för att därefter till 1596 utgöra eget pastorat. Från 1596 till 1946 var den moderförsamling i pastoratet Sättersta och Bogsta för att därefter från 1946 till 1976 vara annexförsamling i pastoratet Lästringe, Torsåker, Sättersta och Bogsta och från 1976 till 1980 annexförsamling i pastoratet Frustuna-Kattnäs, Lästringe, Torsåker, Sättersta och Bogsta. År 1980 uppgick i församlingen i Lästringe församling.

## Kyrkor
- Sättersta kyrka